# 潘齡皋

潘龄皋

潘龄皋（1867年—1954年），字锡九，号葛城居士，直隶安新县人，中国书法家、政治人物。

## 生平
1894年（清光绪二十年，甲午），他由津赴京应乡试，考中举人，翌年（乙未）殿试，获二甲十三名点为翰林。授翰林院庶吉士，人称潘翰林。在翰林院三年后，于1898年赴甘肃，任隆德县知县。在任期间，他多施惠政。民感其行，甚为爱之，曾有扒靴留帽立生祠之说。此后，他又出任张掖、皋兰知县，秦州、肃州知州，不久又被任命为兰州知府，但未到任即被选拔为甘肃省巡警道。于1906年卸任还乡。
中华民国建立后，潘龄皋曾暂代任甘肃省提学使、布政使。1914年6月出任边关道（安肃道）道尹兼嘉峪关监督，1919年3月辞职。1921年6月，北洋政府大总统徐世昌委任他为查勘甘、新禁烟大员，1921年10月任甘肃省省长。因军阀倾扎，派系纷争，迫于形势压力，于第二年7月辞职，回家乡安州赋闲。
回乡期间，潘龄皋闲静少言，深居简出，苦攻书法。宋哲元任冀察政务委员会委员长时，聘请潘龄皋为参议员。他为宋手书四条屏朱伯庐《治家格言》在宋部将士中散发。
“七七”事变后，潘龄皋曾任安新县县长。1938年日军进驻安州后，多次请潘出任县维持会会长，他拒受伪职，遂于1938年1月逃离家乡，定居北平。随之，日本人诱逼潘龄皋出任河北省伪省长，汉奸、北平维持会会长江朝宗、华北政务委员会委员长王揖唐等人多次劝他出山，他均以种种借口，坚辞不受，日本人恼羞成怒，遂命宪兵将其逮捕。被捕时潘龄皋穿戴好寿衣寿帽，以示不再生还的决心。入狱后十余日，经友人取保释放。他宁肯以鬻字收入维持生计，也不俯首于日本人换取荣华富贵，不失民族气节。
抗日战争胜利后，国民政府拟将潘龄皋安置在华北行辕任职，但他目睹当局腐败状况，对国民政府不抱任何幻想，遂以年老体衰为由，拒不受职。
平津战役其间，恰潘龄皋任北京“文友社”责任社友（即社长），该社是以倡导和平、弘扬文化为宗旨的社会名流组织。他倡导“文友社”暨平津工商各界代表联电致作战双方，请划平津为非战区城市。天津解放后，潘龄皋两次写信给傅作义，力劝傅和谈。傅作义将军等将领对潘龄皋十分器重，邀请他参加贤达会，并在会上发表和平解放北平的意见。
中华人民共和国成立后，潘龄皋继续任“文友社”社长。1949年10月1日，潘龄皋参加了开国大典，晚上又应邀去中南海赴国宴，席间与林伯渠、徐特立、吕正操等领导及各界代表畅谈、和诗，以诗文记录盛况。同年12月1日，毛泽东主席签发委任令，任命潘龄皋为中央人民政府革命军事委员会参议，1951年7月被聘为中央文史研究馆馆员。
1949年8月至1954年，任北京市人民代表会议第一、二、三、四届代表、北京市第二届政协委员。周恩来总理和吕正操将军曾亲自到他家访问，并为其调换住宅。
1950年《人民日报》刊登了他的诗文手迹：中华大国几千年，封建由来帝制专。今朝改变新生面，人民生活乐安然。
1954年6月19日，潘龄皋病逝于北京，享年87岁。